# Voleibol als Jocs Olímpics d'Estiu de 1972
Als Jocs Olímpics d'Estiu de 1972 celebrats a la ciutat de Múnic (en aquells moments República Federal d'Alemanya) es disputaren dues proves de voleibol, una en categoria masculina i una altra en categoria femenina. La competició tingué lloc al Volleyballhalle entre els dies 27 d'agost i 9 de setembre de 1972.

## Comitès participants
Hi participaren un total de 321 jugadors, entre ells 140 homes i 91 dones, de 14 comitès nacionals diferents.
| Categoria masculina - Brasil - Bulgària - Corea del Sud - Cuba - Japó - Polònia - RDA - RFA - Romania - Tunísia - Txecoslovàquia - Unió Soviètica | Categoria femenina - Corea del Nord - Corea del Sud - Cuba - Hongria - Japó - Txecoslovàquia - RFA - Unió Soviètica |

## Resum de medalles
| Prova                       | Or | Argent | Bronze |
| Categoria masculina Detalls | JapóYoshihide Fukao · Kenji Kimura · Masayuki Minami · Jungo Morita · Yuzo Nakamura · Katsutoshi Nekoda · Tetsuo Nishimoto · Yasuhiro Noguchi · Seiji Oko · Tetsuo Sato · Kenji Shimaoka · Tadayoshi Yokota                                       | RDARainer Tscharke · Wolfgang Webner · Wolfgang Weise · Siegfried Schneider · Arnold Schulz · Rudi Schumann · Jürgen Maune · Horst Peter · Eckehard Pietzsch · Horst Hagen · Wolfgang Löwe · Wolfgang Maibohm | Unió SovièticaAleksandr Saprykin · Yury Starunsky · Leonid Zayko · Vladimir Patkin · Yury Poyarkov · Vladimir Putyatov · Vladimir Kondra · Valery Kravchenko · Yevgeny Lapinsky · Viktor Borshch · Yefim Chulak · Vyatcheslav Domanyi |
| Categoria femenina Detalls  | Unió SovièticaNina Smoleyeva · Tatyana Tretyakova · Liubov Tiúrina · Inna Ryskal · Roza Salikhova · Tatyana Sarycheva · Tatyana Gonobobleva · Natalya Kudreva · Galina Leontyeva · Lyudmila Borozna · Lyudmila Buldakova · Vera Duyunova-Galushka | JapóKatsumi Matsumura · Takako Iida · Mariko Okamoto · Takako Shirai · Makiko Furukawa · Keiko Hama · Toyoko Iwahara · Sumie Oinuma · Seiko Shimakage · Michiko Shiokawa · Noriko Yamashita · Yaeko Yamazaki  | Corea del NordHwang He-Suk · Jang Ok-Rim · Jong Ok-Jin · Kang Ok-Sun · Kim Zung-Bok · Kim Myong-Suk · Kim Su-Dae · Kim Yeun-Ja · Paek Myong-Suk · Ri Chun-Ok · Ryom Chun-Ja                                                           |

## Medaller
| Posició | País           | Or | Argent | Bronze | Total |
| 1       | Japó           | 1  | 1      | 0      | 2     |
| 2       | Unió Soviètica | 1  | 0      | 1      | 2     |
| 3       | RDA            | 0  | 1      | 0      | 1     |
| 4       | Corea del Nord | 0  | 0      | 1      | 1     |